# Claire O’Riordan
Claire Mary O’Riordan (* 12. Oktober 1994 in Limerick) ist eine irische Fußballnationalspielerin.

## Karriere

### Vereine
Im Jahr 2013 schloss sie sich den Wexford Youths an, mit denen sie in den folgenden fünf Jahren drei Meisterschaften gewann. Im Juli 2018 unterschrieb sie dann beim deutschen Bundesligisten MSV Duisburg einen Vertrag und war hier bis zur Saison 2021/22 aktiv. Danach wechselte sie nach Schottland, wo sie nun bis heute bei Celtic spielte.

### Nationalmannschaft
Ihr Debüt in der A-Nationalmannschaft hatte sie am 7. März 2016 im Turnier um den Zypern-Cup 2016 bei einer 0:1-Niederlage gegen Ungarn. Nach ein paar weiteren Auftritten kam sie auch in der Qualifikation zur Weltmeisterschaft 2019 zu ein paar Einsätzen. Auch bei der Qualifikation für die Europameisterschaft 2022 bekam sie in einer Partie etwas Spielzeit. Ebenso kam sie auch bei der Qualifikation für die Weltmeisterschaft 2023 in einer Partie zum Einsatz. Durch die Platzierung ihrer Mannschaft in der Gruppe nach der Qualifikation, durfte ihr Team an den Playoffs teilnehmen, dort ging es gegen Schottland, welche man mit 1:0 besiegen konnte und sich damit erstmals für eine WM-Endrunde qualifizierte. In dieser Begegnung wurde sie nicht eingesetzt.
Im Juni 2023 wurde sie für den vorläufigen Kader für die Endrunde der Weltmeisterschaft 2023 nominiert. Am 28. Juni 2023 wurde sie für den finalen WM-Kader nominiert.

### Sonstiges
Während ihrer Jugend spielte sie auch noch Camogie, bevor sie sich komplett auf den Fußball fokussierte.